# Ewgeni Iwanow
Ewgeni Iwanow (bułg. Евгени Иванов, ur. 3 czerwca 1974 w Sofii) – bułgarski siatkarz, grający na pozycji środkowego, były reprezentant Bułgarii.

## Sukcesy klubowe
Mistrzostwo Francji:
- 2004

Puchar CEV:
- 2005

Puchar Polski:
- 2007

Mistrzostwo Polski:
- 2007

Mistrzostwo Iranu:
- 2010
- 2009

Mistrzostwo Bułgarii:
- 2011

## Sukcesy reprezentacyjne
Mistrzostwa Świata Juniorów:
- 1991

Mistrzostwa Świata:
- 2006

Puchar Świata:
- 2007